# Утакмице фудбалске репрезентације Мађарске 1924.
Фудбалска репрезентација Мађарске је током 1924. године одиграла девет утакмица. Од девет одиграних утакмица Мађарска репрезентација је остварила 5 победа и доживела 4 пораза. У првом мечу 1924. године, у Будимпешти, репрезентација је изборила значајну победу против Италије резултатом од 7 : 1. Немачка је и у претходном мечу, такође код куће, изгубила са 4 : 1, али ова 1924. година се не памти по томе, већ по утакмици против Египћана. На Олимпијским играма 1924. у Паризу, тим је победио Пољску у првом колу, али је у следећем елиминисан невероватним поразом од Египта резултатом 3 : 0.
Савезни капетани националног тима су били:
- Ђула Киш
- Еден Холиц
- Лајош Мариаши

Мађарска је 4. јуна 1924. године одиграла своју стоту званичну утакмицу. Утакмица је одиграна на стадиону Кави Верте у Авру, Француска, против Француске. Репрезентација Мађарске је победила са резултатом од 1 : 0, а гол је постигао Јожеф Ајзенхофер.
Репрезентација Мађарске је играла у саставу:
- Ференц Кропачек (Kropacsek Ferenc)
- Деже Грос (Grósz Dezső)
- Јожеф Фогл (Fogl József)
- Вилмош Кертес (Kertész Vilmos)
- Хенрик Надлер (Nádler Henrik)
- Золтан Блум (Blum Zoltán)
- Карољ Фогл (Fogl Károly)
- Ђерђ Молнар (Molnár György)
- Золтан Опата (Opata Zoltán)
- Јожеф Ајзенхофер (Eisenhoffer József)
- Рудолф Јени (Jeny Rudolf)

## Утакмице
| Мађарска                                                             | 7 : 1 (2 : 0) | Италија                |
| -------------------------------------------------------------------- | ------------- | ---------------------- |
| Браун 17’ 42’ (11) · Ајзенхофер 49’ · Молнар 59’ 60’ 69’ · Опата 70’ | Извештај      | Чевенини III 76’ (пен) |

| Мађарска          | 2 : 2 (1 : 0) | Аустрија               |
| ----------------- | ------------- | ---------------------- |
| Ајзенхофер 4’ 64’ | Извештај      | Хорват 47’ · Визер 89’ |

| Швајцарска                                       | 4 – 2 (2 : 0) | Мађарска                    |
| ------------------------------------------------ | ------------- | --------------------------- |
| Абеглен II 20’ · Штурценегер 32’ 54’ · Полиц 47’ | Извештај      | Браун 66’ (пен) · Опата 72’ |

| Мађарска                                        | 5 : 0 (1 : 0) | Пољска |
| ----------------------------------------------- | ------------- | ------ |
| Ајзенхофер 15’ · Хирцер 51’ 58’ · Опата 70’ 72’ | Извештај      |        |

| Египат                           | 3 : 0 (1 : 0) | Мађарска |
| -------------------------------- | ------------- | -------- |
| Јекен 4’ · Хусеин 53’ · Риад 57’ | Извештај      |          |

| Француска | 0 : 1 (0 : 1) | Мађарска       |
| --------- | ------------- | -------------- |
|           | Извештај      | Ајзенхофер 25’ |

| Мађарска                                    | 4 : 0 (3 : 0) | Пољска |
| ------------------------------------------- | ------------- | ------ |
| Карасиак 31’ (аг) · Такач 38’ 40’ · Орт 59’ | Извештај      |        |

| Аустрија                   | 2 : 1 (1 : 1) | Мађарска |
| -------------------------- | ------------- | -------- |
| Ј. Хорват 41’ · Весели 87’ | Извештај      | Орт 43’  |

| Мађарска                                             | 4 : 1 (2 : 0) | Немачка    |
| ---------------------------------------------------- | ------------- | ---------- |
| Бела Сентмиклоши 33’ · Ланг 42’ (аг) · Такач 49’ 64’ | Извештај      | Хардер 56’ |

Састав репрезентације Мађарске на 95. утакмици
Карољ Жак, Карољ Фогл II, Јожеф Фогл III, Ђула Тот, Антал Пруха, Золтан Блум, Јожеф Браун, Ђерђ Молнар, Золтан Опата, Јожеф Ајзенхофер, Рудолф Јени
- Селектор: Ђула Киш[3]

Састав репрезентације Мађарске на 96. утакмици
Ференц Фехер, Карољ Фогл II, Ђула Манди, Ђула Тот, Ђерђ Орт, Золтан Блум, Јожеф Браун, Ђерђ Молнар, Золтан Опата, Јожеф Ајзенхофер, Рудолф Јени
- Селектор: Ђула Киш[4]

Састав репрезентације Мађарске на 97. утакмици
Ференц Кропачек, Карољ Фогл II, Ђула Манди, Ђула Тот  46’ (Ференц Хирцер  46’), Бела Гутман, Золтан Блум, Јожеф Браун, Ђерђ Молнар, Ђерђ Орт, Јожеф Ајзенхофер  42’ (Золтан Опата  42’), Рудолф Јени
- Селектор: Ђула Киш[5]

Састав репрезентације Мађарске на 98. утакмици
Јанош Бири, Карољ Фогл II, Ђула Манди, Ђерђ Орт, Бела Гутман, Габор Обиц, Јожеф Браун, Јожеф Ајзенхофер, Золтан Опата, Ференц Хирцер, Рудолф Јени
- Селектор: Ђула Киш[6]

Састав репрезентације Мађарске на 99. утакмици
Јанош Бири, Карољ Фогл II, Ђула Манди, Ђерђ Орт, Бела Гутман, Габор Обиц, Јожеф Браун, Јожеф Ајзенхофер, Золтан Опата, Ференц Хирцер, Рудолф Јени
- Селектор: Ђула Киш[7]

Састав репрезентације Мађарске на 100. утакмици
- Ференц Кропачек (Kropacsek Ferenc), Деже Грос (Grósz Dezső), Јожеф Фогл (Fogl József), Вилмош Кертес (Kertész Vilmos), Хенрик Надлер (Nádler Henrik), Золтан Блум (Blum Zoltán), Карољ Фогл (Fogl Károly), Ђерђ Молнар (Molnár György), Золтан Опата (Opata Zoltán), Јожеф Ајзенхофер (Eisenhoffer József), Рудолф Јени (Jeny Rudolf)
- Селектор: Еден Холиц[8]

Састав репрезентације Мађарске на 101. утакмици
Лајош Фишер, Ђула Манди, Имре Шенкеи, Ференц Боршањи, Хенрик Надлер, Бела Бартош, Јожеф Браун, Јожеф Такач II, Ђерђ Орт, Калман Чонтош, Рудолф Јени
- Селектор: Лајош Мариаши[9]

Састав репрезентације Мађарске на 102. утакмици
Карољ Жак, Карољ Фогл II, Јожеф Фогл III, Имре Рокен, Вилмош Њул, Золтан Блум, Јожеф Браун, Јожеф Такач II, Ђерђ Орт, Михаљ Патаки, Рудолф Јени
- Селектор: Лајош Мариаши[10]

Састав репрезентације Мађарске на 103. утакмици
Карољ Жак  30’ (Лајош Фишер  30’), Карољ Фогл II, Јожеф Фогл III, Имре Рокен, Вилмош Њул, Золтан Блум, Јожеф Браун, Јожеф Такач II, Ђерђ Орт, Бела Сентмиклоши, Рудолф Јени
- Селектор: Лајош Мариаши[11]

## Играчи репрезентације
| Домаћин · 1924 | Гост · 1924 |

| - Карољ Жак - Ференц Фехер - Карољ Фогл - Јожеф Ајзенхофер - Рудолф Јени - Ђерђ Орт - Ференц Хирцер - Бела Гутман - Јожеф Такач - Имре Рокен - Михаљ Патаки |